# 日本海員掖済会

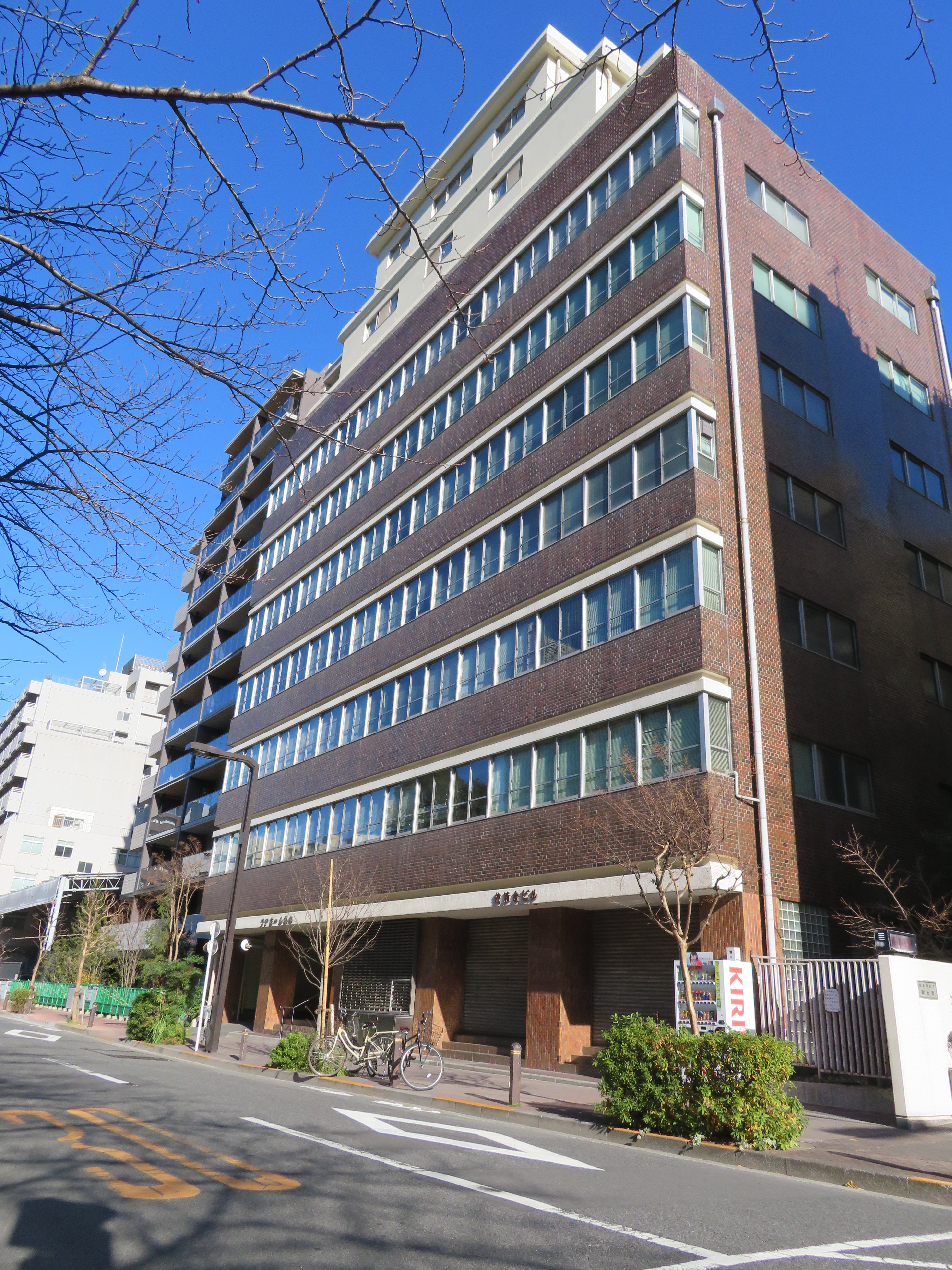
日本海員掖済会が所在する掖済会ビル

公益社団法人日本海員掖済会（にほんかいいんえきさいかい）は、船員に対する医療の提供などを目的に設立された業界団体である。元国土交通省所管。

## 概要
現在では、広く一般に門戸を開放しているが、船舶乗組員に対する医療、医療指示の実施を目的に設立された公益法人であり、これが最大の特徴である。
特に、航海中の船舶からの無線や衛星電話を通じた医療相談や、船舶に乗り組む衛生管理者への医療指示は、24時間対応で行っている。日本国籍の船舶の場合、船中で急患が発生すると、多くの場合はかかりつけの掖済会病院に一報が入り、そこで衛生管理者を通じた問診、医療指示が出され、そこで緊急搬送の要ありと判断されると、海上保安庁に急患搬送の要請が行われている。日本が世界で唯一行っている日本水難救済会による「洋上救急制度」の要となる団体と言える。

## 組織
- 名誉会長・顧問：谷山將（元国交省大臣官房運輸安全政策審議官）
- 会長：佐藤尚之（元国交省大臣官房危機管理・運輸安全政策審議官）
- 副会長：松本大樹（元国交省大臣官房危機管理・運輸安全政策審議官）
- 理事：16名
- 監事：1名

（2023年6月現在）
本部所在地
　東京都文京区湯島1丁目5-28
設立時の代表者
- 総裁:有栖川宮威仁親王

## 沿革
日本海員掖済会は、1880年（明治13年）に、東京府南品川にあった心海寺の一部を借り受けて開設された「海員寄宿所」が起源である。
これは、明治新政府の意向により、劣悪だった船員の労働環境と生活習慣の改善のために、船員宿泊所の提供、船舶の斡旋、船員教育、船員遺族への弔意･慰安、そして、船員に対する医療といった、船員に対する福利厚生一切を行う団体として設立された。
「掖済」（古文書では「掖濟」）とは、「郵便」という言葉を発明したことでも知られる前島密によって名づけられた。"relief"（リリーフ、緩和･救済･安堵等といった意）の包括した和訳として考案されたもので、「掖（わき）から手を添えて支える」という意味である。
日本海員掖済会は、民法施行前に社団法人となっていたため、民法の施行により、1898年（明治31年）10月20日付で、日本初の公益法人の認可を受けた団体でもある。
戦前は、船員に対する福利厚生全般を包括して行ったが、第二次世界大戦後、職域ごとに国の直轄事業や他の公益法人への事業分割が行われ、船員に関する医療を行う社団法人として再出発することになった。
2020年（令和2年）4月1日、公益社団法人日本海員掖済会へ改組。

## 業務内容
医療援護
- 生活保護患者の取扱い及び診療費の免除または減額
- 無料巡回診療（離島、へき地、無医師地区などに医師を派遣し、無料診療及び健康診断）
- 救急医療（交通事故患者や洋上救急往診の要請に基づき、収容治療や医療指示）
- 無線通信医療相談（航海中の船員に対する医療相談）

児童及び身体障害者の福祉　
老人保健福祉
保健指導及び疾病予防
- 船員に対する保健指導及び疾病予防（入港中の船内での保健・衛生に関する見回り、指導、及び健診など）
- 地域住民に対する保健指導及び疾病予防（事業所に対する定期健診、健康相談）
- 感染症等の予防対策
- 特殊奉仕（無料診療など）

船員学生への育英資金（奨学金）の提供
医療相談
海事関係図書の発行
- 船舶に応じた各種「船舶医療便覧」を発行し船内に配置

## 傘下病院等

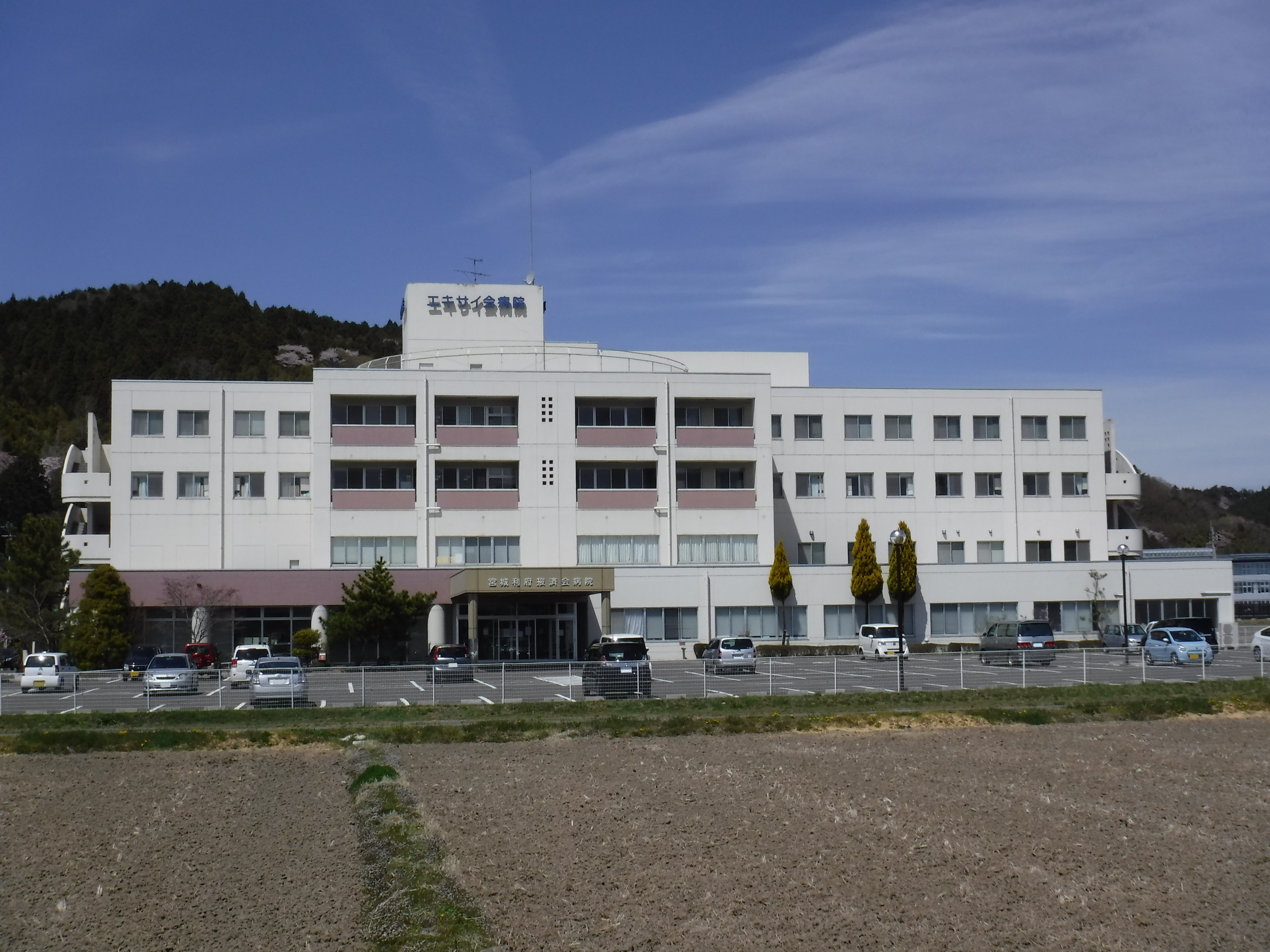
宮城利府掖済会病院

- 小樽掖済会病院（北海道小樽市稲穂1丁目4番1号）
- 宮城利府掖済会病院（宮城県宮城郡利府町森郷字新太子堂51）
- 横浜掖済会病院（神奈川県横浜市中区山田町1-2）
- 名古屋掖済会病院（愛知県名古屋市中川区松年町4－66）
  - 名古屋掖済会病院附属埠頭診療所（愛知県名古屋市港区港町1－9）
- 大阪掖済会病院（大阪府大阪市西区本田2丁目1-10）
- 神戸掖済会病院（兵庫県神戸市垂水区学が丘1-21-1）
- 門司掖済会病院（福岡県北九州市門司区清滝1-3-1）
- 長崎掖済会病院（長崎県長崎市樺島5-16）
- 介護老人保健施設えきさい横浜（神奈川県横浜市中区山田町1-1）
- 介護老人保健施設えきさい大阪（大阪府大阪市西区本田2丁目1-10）
- えきさい看護専門学校（愛知県名古屋市中川区松年町4-24）

## その他

### 紺綬褒章の申請対象となる公益団体の認定
本会に対し、公益のために私財（例：個人の場合500万円以上）を寄附した者・法人を対象とした「褒章条例に関する内規第2条に基づく公益団体」として内閣府賞勲局より認定を受けている。そのため、対象者・法人に対して紺綬褒章の授与申請が行える。